# La Chevelure (Baudelaire)
Ne doit pas être confondu avec La Chevelure ou La Chevelure (Maupassant).
La Chevelure est un poème de Charles Baudelaire publié dans la section « Spleen et idéal » des Fleurs du mal ajouté lors de la seconde édition en 1861.
Placé en 23e position, il fait partie des poèmes inspirés par Jeanne Duval, l'une de ses trois principales muses, voire la plus célèbre, pour écrire ses poèmes.

## Forme du poème
Ce poème est composé de sept quintils en alexandrin, et il respecte les règles de versification classique, quelques discordances sont pour autant présentes mais sont tolérés selon certaines règles (il y a un enjambement du vers 14 au vers 15 qui est accepté parce que le vers 15 est le complément du nom "rêve".

## Thèmes du poème et analyse
- Le thème de « l'infini dans le fini » se retrouve encore une fois dans ce poème, comme dans énormément d'autres dans ce recueil. Ainsi, Baudelaire en plongeant dans la chevelure de sa muse retrouve une sorte de paradis perdu et l'idée d'éternel [2] "Longtemps ! toujours!" (vers 31)
- Les correspondances, très courantes chez Baudelaire, sont très présentes dans ce poème. Les correspondances horizontales dominent (les synesthésies). Nous pouvons voir que tous les sens sont confondus "boire // À grands flots le parfum, le son et la couleur" (vers 16/17). Cependant les correspondances verticales sont tout de même présentes (des rapports qui n'existent pas dans la nature visible, mais dans le monde spirituel); ces correspondances se voient grâce au champ lexical de la religion "âme) (vers 16), "un ciel pur" (vers 20), "éternelle" (vers 20)[1].